# Leichtathletik-Weltmeisterschaften 2011/Teilnehmer (Chinese Taipei)
| Goldmedaillen | Silbermedaillen | Bronzemedaillen |
| ------------- | --------------- | --------------- |
| —             | —               | —               |

Der unter dem Namen Chinesisch Taipeh antretende Leichtathletikverband der Republik China (Taiwan) stellte bei den Leichtathletik-Weltmeisterschaften 2011 im südkoreanischen Daegu eine Teilnehmerin und sechs Teilnehmer.

## Ergebnisse

### Männer

#### Laufdisziplinen
| Athlet                                               | Disziplin | Vorlauf | Vorlauf | Halbfinale | Halbfinale | Finale             | Finale             |
| Athlet                                               | Disziplin | Zeit    | Platz   | Zeit       | Platz      | Zeit               | Platz              |
| ---------------------------------------------------- | --------- | ------- | ------- | ---------- | ---------- | ------------------ | ------------------ |
| Wang Wen-tang Liu Yuan-kai Tsai Meng-lin Yi Wei-chen | 4 × 100 m | 39,30 s | 17      |            |            | nicht qualifiziert | nicht qualifiziert |

#### Sprung/Wurf
| Athlet           | Disziplin   | Qualifikation | Qualifikation | Finale             | Finale             |
| Athlet           | Disziplin   | Weite         | Platz         | Weite              | Platz              |
| ---------------- | ----------- | ------------- | ------------- | ------------------ | ------------------ |
| Lin Ching-hsuan  | Weitsprung  | 7,30 m        | 29            | nicht qualifiziert | nicht qualifiziert |
| Chang Ming-huang | Kugelstoßen | 19,60 m       | 18            | nicht qualifiziert | nicht qualifiziert |

### Frauen

#### Laufdisziplinen
| Athletin         | Disziplin | Qualifikation | Qualifikation | Vorlauf | Vorlauf | Halbfinale         | Halbfinale         | Finale             | Finale             |
| Athletin         | Disziplin | Zeit          | Platz         | Zeit    | Platz   | Zeit               | Platz              | Zeit               | Platz              |
| ---------------- | --------- | ------------- | ------------- | ------- | ------- | ------------------ | ------------------ | ------------------ | ------------------ |
| Liao Ching-hsien | 100 m     | 11,98 s       | 4             | 12,15 s | 41      | nicht qualifiziert | nicht qualifiziert | nicht qualifiziert | nicht qualifiziert |